# Mika Takahashi
Mika Takahashi (São Paulo, 15 de abril de 1988) é uma pintora brasileira. Foi também desenhista e ilustradora. Começou a publicar seus desenhos em 2014, na publicação independente Ink Stories. Em 2015, participou de coletâneas como 321 Fast Comics - volume 2 e A Samurai, além de ter feito a capa do álbum Um cara que caiu do céu (e não conhecia a vida), de Charlles Lucena. Em 2016, lançou o romance gráfico Além dos Trilhos, financiado através do site de crowdfunding Catarse, com o qual ganhou o 29º Troféu HQ Mix na categoria "novo talento (desenhista)". Em 2017, fez as ilustrações do livro infantojuvenil Maria Antonieta e o Gnomo, da escritora Índigo, publicado pela V&R Editoras.